# 아라칸산맥

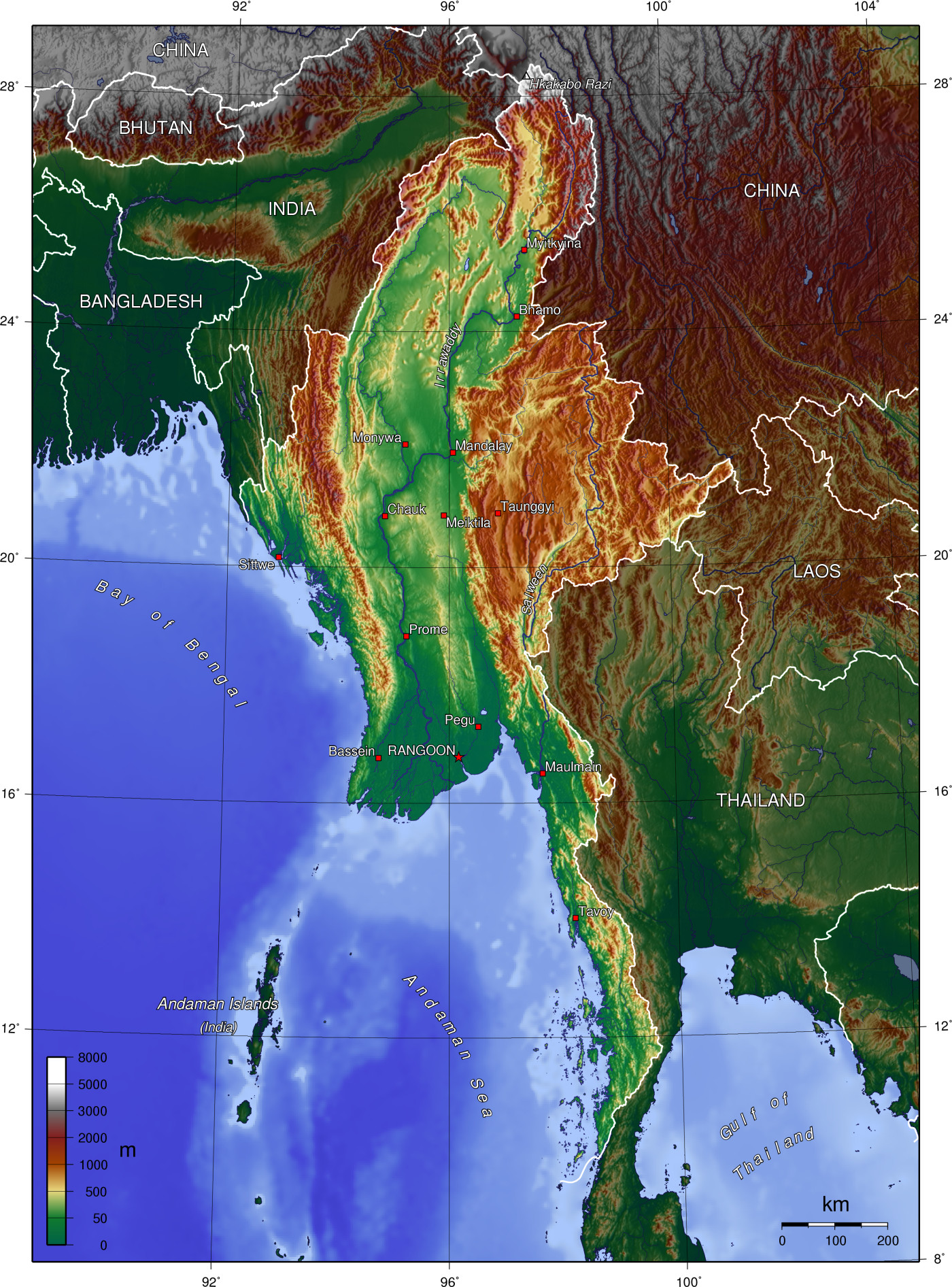
미얀마 지형도

아라칸산맥(Arakan Mountain Range) 또는 아라칸 요마(Arakan Yoma)는 미얀마 서부의 산맥으로, 라킨 해안과 이라와디강 계곡 사이에 위치한다. 네그라이스곶부터 마니푸르(인도)까지 총 길이는 950km이고 나가 구릉, 친 구릉, 루샤이 구릉, 팟카이 구릉을 포함한다. 최고봉은 해발 3,070m의 낫마타웅산이다.

## 역사
아라칸산맥은 라킨 해안과 미얀마의 다른 지역을 나누기 때문에 역사적으로 사실상 미얀마와 인도 대륙 사이의 관문이었다. 또한 라킨족이 버마족으로부터 언어적, 문화적으로 분리시키는 역할을 하였다. 또한 버마족의 침입을 막는 방책 역할을 해, 아라칸에 독자적인 정권이 성립하는 것을 가능케 하였다.